# T-BOLAN BEST HITS
『T-BOLAN BEST HITS』（ティー・ボラン ベスト・ヒッツ）は株式会社トレドの企画によりビーイング側が発売したT-BOLANのベスト・アルバムで、『BEST HITS』シリーズ第3作（JDCT-003）。
このアルバムは通常のCD流通ルートではなく、主に日本の高速道路内の売店（主にサービスエリア）向けに出荷されている。

## 内容
同価格の前々作ベスト・アルバム『complete of T-BOLAN at the BEING studio』と似通った選曲となっている。

## 収録曲
1. 離したくはない
作詞･作曲:森友嵐士 編曲:西田昌史
備考:2ndシングル
2. Bye For Now
作詞･作曲:森友嵐士 編曲:T-BOLAN･明石昌夫
備考:6thシングル
3. じれったい愛
作詞･作曲:森友嵐士 編曲:T-BOLAN･明石昌夫
備考:5thシングル
4. マリア
作詞･作曲:森友嵐士 編曲:T-BOLAN･明石昌夫
備考:12thシングル
5. サヨナラから始めよう
作詞:森友嵐士 作曲:織田哲郎 編曲:T-BOLAN･明石昌夫
備考:4thシングル
6. おさえきれない この気持ち
作詞･作曲:森友嵐士 編曲:T-BOLAN･明石昌夫
備考:7thシングル
7. 刹那さを消せやしない
作詞:森友嵐士 作曲:森友嵐士･五味孝氏 編曲:T-BOLAN･明石昌夫
備考:9thシングル (両A面)
8. わがままに抱き合えたなら
作詞･作曲:森友嵐士 編曲:T-BOLAN･明石昌夫
備考:10thシングル
9. 傷だらけを抱きしめて
作詞･作曲:森友嵐士 編曲:T-BOLAN･明石昌夫
備考:9thシングル (両A面)
10. すれ違いの純情
作詞:森友嵐士 作曲:織田哲郎 編曲:T-BOLAN･葉山たけし
備考:8thシングル
11. LOVE
作詞･作曲:森友嵐士 編曲:T-BOLAN･葉山たけし
備考:11thシングル
12. 愛のために 愛の中で
作詞･作曲:森友嵐士 編曲:T-BOLAN･葉山たけし
備考:14thシングル
13. 悲しみが痛いよ
作詞･作曲:川島だりあ 編曲:西田魔阿思惟
備考:1stシングル
14. Be Myself
作詞:森友嵐士 作曲:森友嵐士･五味孝氏 編曲:T-BOLAN･池田大介
備考:15thシングル
15. DON'T LET ME DOWN
作詞･作曲:J.Lennon･P.McCartney 編曲:中村幸司
備考:『Royal Straight Soul III Vol.1』収録(森友嵐士)のThe Beatlesのカバー曲
16. Heart of Gold
作詞:森友嵐士 作曲:川島だりあ 編曲:T-BOLAN･明石昌夫
備考:2ndシングルのカップリング曲

## 参加ミュージシャン
- 小島良喜：ピアノ＆オルガン（#7,9）
- 坪倉唯子：コーラス（#2）
- 和田恵子：コーラス（#2）
- 生沢佑一：コーラス（#6,8）
- 栗林誠一郎：コーラス（#6）
- 宇徳敬子：コーラス（#7）